# Bogdan Milovanov
Bogdan Milovanov (Lugansk, 19 de abril de 1998) es un futbolista ucraniano que juega como defensa en el IK Sirius de la Allsvenskan.

## Trayectoria
Debutó en el Alcobendas C. F. de la Tercera División en 2015 y ese mismo año fichó por el Getafe C. F. "B" de la Segunda División B. Allí estuvo dos temporadas, la segunda de ellas en Tercera División. En 2017 fichó por la U. D. San Sebastián de los Reyes, club en el que disputó veintidós partidos y marcó un gol en la Segunda División B. Una temporada después fichó por el Real Sporting de Gijón "B". Debutó en la Segunda División el 14 de enero de 2020, en una victoria del Real Sporting de Gijón por 1-0 frente al Elche C. F.
El 8 de julio de 2022 rescindió su contrato con el conjunto asturiano y, ese mismo día, se anunció su fichaje por el F. C. Arouca. Allí estuvo dos temporadas en las que disputó un total de 48 encuentros. Entonces se quedó sin equipo y, tras unas semanas a prueba, el 1 de febrero de 2025 firmó por el IK Sirius hasta 2027.

## Selección nacional
Ha sido internacional con Ucrania en categoría sub-21 en seis ocasiones. También fue convocado por la selección absoluta en mayo de 2019, aunque no llegó a debutar.

## Clubes
| Club                             | País     | Año       |
| -------------------------------- | -------- | --------- |
| Alcobendas C. F.                 | España   | 2015      |
| Getafe C. F. "B"                 | España   | 2015-2017 |
| U. D. San Sebastián de los Reyes | España   | 2017-2018 |
| Real Sporting de Gijón "B"       | España   | 2018-2021 |
| Real Sporting de Gijón           | España   | 2021-2022 |
| F. C. Arouca                     | Portugal | 2022-2024 |
| IK Sirius                        | Suecia   | 2025-     |